# Kingdom Hearts II
Kingdom Hearts II – komputerowa gra fabularna wyprodukowana i wydana przez Square Enix w 28 marca 2006 na konsolę PlayStation 2. Cechą charakterystyczną produkcji jest połączenie elementów świata przedstawionego filmów Walta Disneya z postaciami znanymi z serii Final Fantasy. Gracz wciela się w postać młodego chłopca o imieniu Sora, którego celem jest ocalenie baśniowych krain przed złymi istotami zwanymi heartless. Gra spotkała się z pozytywnym odbiorem recenzentów, uzyskując średnią wynoszącą 87/100 z 64 ocen według agregatora Metacritic.